# Hylaeus certus
Hylaeus certus là một loài Hymenoptera trong họ Colletidae. Loài này được Cockerell mô tả khoa học năm 1921.

## Hình ảnh

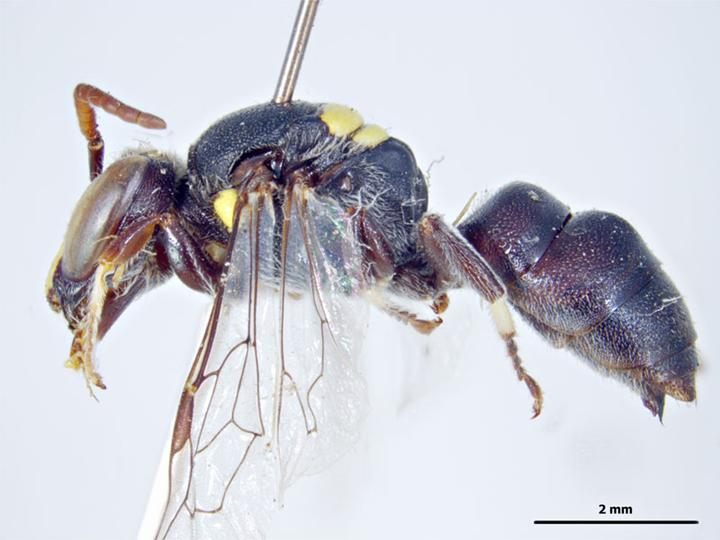